# Telurio
El telurio o teluro (del latín tellus, 'Tierra') es un elemento químico cuyo símbolo es Te y su número atómico es 52. Es un semimetal  que se encuentra en el grupo 16 y el periodo 5 de la Tabla periódica de los elementos. 
Fue descubierto en 1782 en minerales de oro por Franz-Joseph Müller von Reichenstein, inspector jefe de minas en Transilvania (Rumanía), denominándolo metallum problematicum. En principio se confundió el telurio con el antimonio. Fue Martin Heinrich Klaproth, en 1798, quien examinó el «metal problemático» de Müller y lo llamó telurio.
El telurio es un elemento relativamente estable, insoluble en agua y ácido clorhídrico, pero soluble en ácido nítrico y en agua regia. Reacciona con un exceso de cloro para formar dicloruro de teluro, TeCl2 y tetracloruro de teluro, TeCl4. Se oxida con ácido nítrico y produce dióxido de teluro, TeO2, y con ácido crómico para dar ácido telúrico, H2TeO4. En combinación con el hidrógeno y ciertos metales, forma telururos, como el telururo de hidrógeno, H2Te, y el telururo de sodio, Na2Te. El teluro tiene un punto de fusión de 452 °C, un punto de ebullición de 990 °C, y una densidad relativa de 6,25. Su masa atómica es 127,60. [cita requerida]
Los compuestos de telurio se usan ampliamente en la química orgánica sintética para la reducción y oxidación, ciclofuncionalización, deshalogenación, reacciones de generación de carbaniones y eliminación de grupos protectores. Los compuestos organometálicos son intermedios en la síntesis de aminas, dioles y productos naturales. El telurio es un componente de importancia clave en los catalizadores de óxidos mixtos de alto rendimiento para la oxidación selectiva catalítica heterogénea de propano a ácido acrílico. En presencia de vapor de agua, la superficie del catalizador se enriquece en telurio y vanadio lo que se traduce en la mejora de la producción de ácido acrílico. El telurio puede usarse en sensores de amoníaco y cristales de telurita.

## Características

### Propiedades físicas
El telurio tiene dos formas alótropos, cristalina y amorfa. Cuando esta cristalizado, el telurio es de color blanco plateado con un brillo metálico. Los cristales son trigonales y quirales (grupo espacial 152 o 154 dependiendo de la quiralidad), como la forma gris de selenio. Es un metaloide quebradizo y fácilmente pulverizable. El telurio amorfo es un polvo negro-marrón que se prepara precipitándolo a partir de una solución de ácido telúrico o ácido telúrico (Te(OH)6). El telurio es un semiconductor que muestra una mayor conductividad eléctrica en ciertas direcciones dependiendo de la alineación atómica; la conductividad aumenta ligeramente cuando se expone a la luz (fotoconductividad). Cuando está fundido, el telurio es corrosivo para el cobre, el hierro y el acero. De los elementos de la familia del oxígeno, el telurio tiene los puntos de fusión y ebullición más altos, a 722,66 Kelvin (449,5 °C) y 1261 Kelvin (987,9 °C) , respectivamente.

### Propiedades químicas
El telurio cristalino consiste en cadenas helicoidales paralelas de átomos de Te, con tres átomos por vuelta. Este material gris resiste la oxidación por aire y no es volátil.

## Isótopos

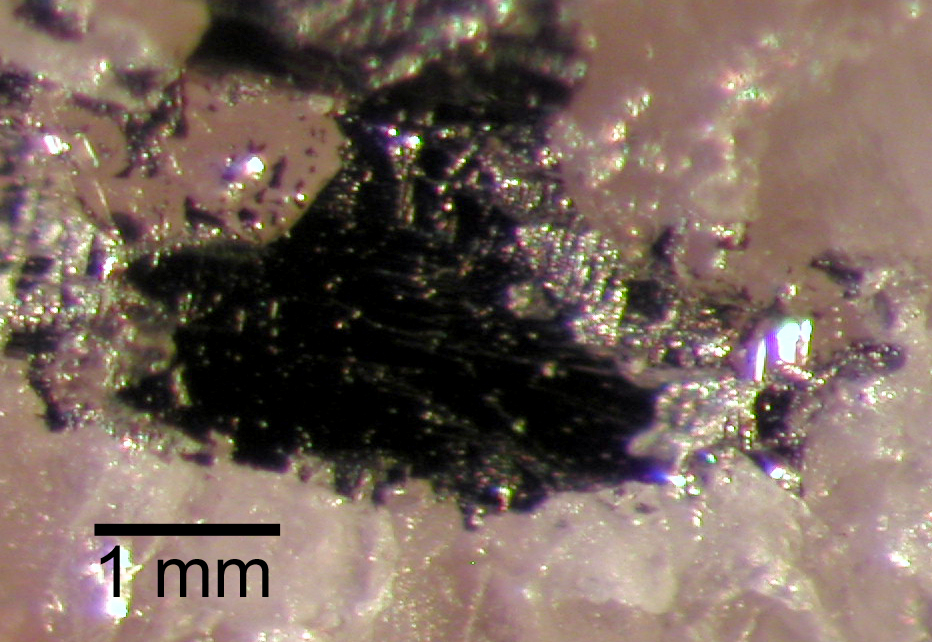
Telurio nativo en cuarzo.

Se conocen 29 isótopos del telurio, con masas atómicas que fluctúan entre 108 y 137. En la naturaleza hay 8 isótopos del telurio, de los cuales tres son radiactivos. El 128Te tiene el periodo de semidesintegración más largo conocido de todos los radioisótopos de telurio (2,2·1024 años). El telurio es el elemento con menor número atómico que puede experimentar la desintegración alfa. Con los isótopos del 106Te al 110Te, puede experimentar este tipo de desintegración.

## Abundancia y obtención

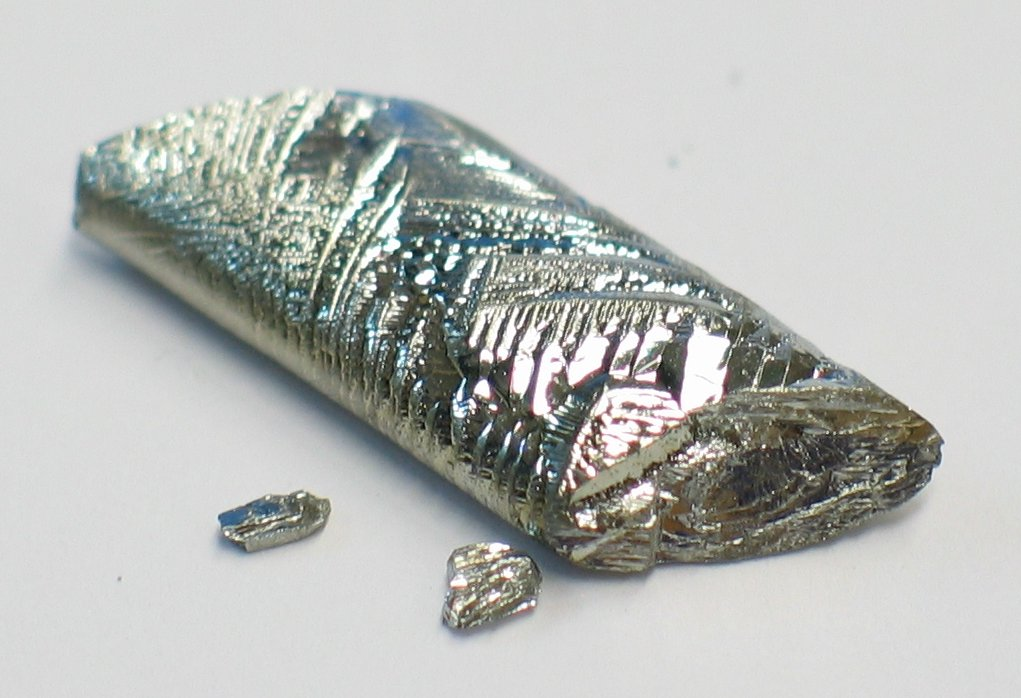
Barra de telurio puro

El telurio puede obtenerse combinado con oro en la calaverita, un mineral metálico relativamente poco abundante. [cita requerida]
En abril de 2017 se publicó el hallazgo del mayor yacimiento de telurio del mundo, en aguas de las Islas Canarias (España), en los montes submarinos situados dentro de las aguas canarias llamadas "las abuelas de Canarias" (Drago, Bimbache, Ico, Pelicar, Malpaso, Tortuga e Infinito y Las Abuelas). Se calcula que el yacimiento tiene un total de unas 2670 toneladas de Telurio, unas 50 000 veces más que el hallazgo más grande encontrado hasta ahora.

## Telururo de cadmio
El telururo de cadmio (CdTe) es un compuesto cristalino formado por cadmio y telurio. Se utiliza como ventana óptica de infrarrojos y como material de célula solar. Por lo general se intercala con sulfuro de cadmio para formar una célula fotovoltaica de unión pn. Normalmente, las células de CdTe utilizan una estructura n-i-p.

## Historia

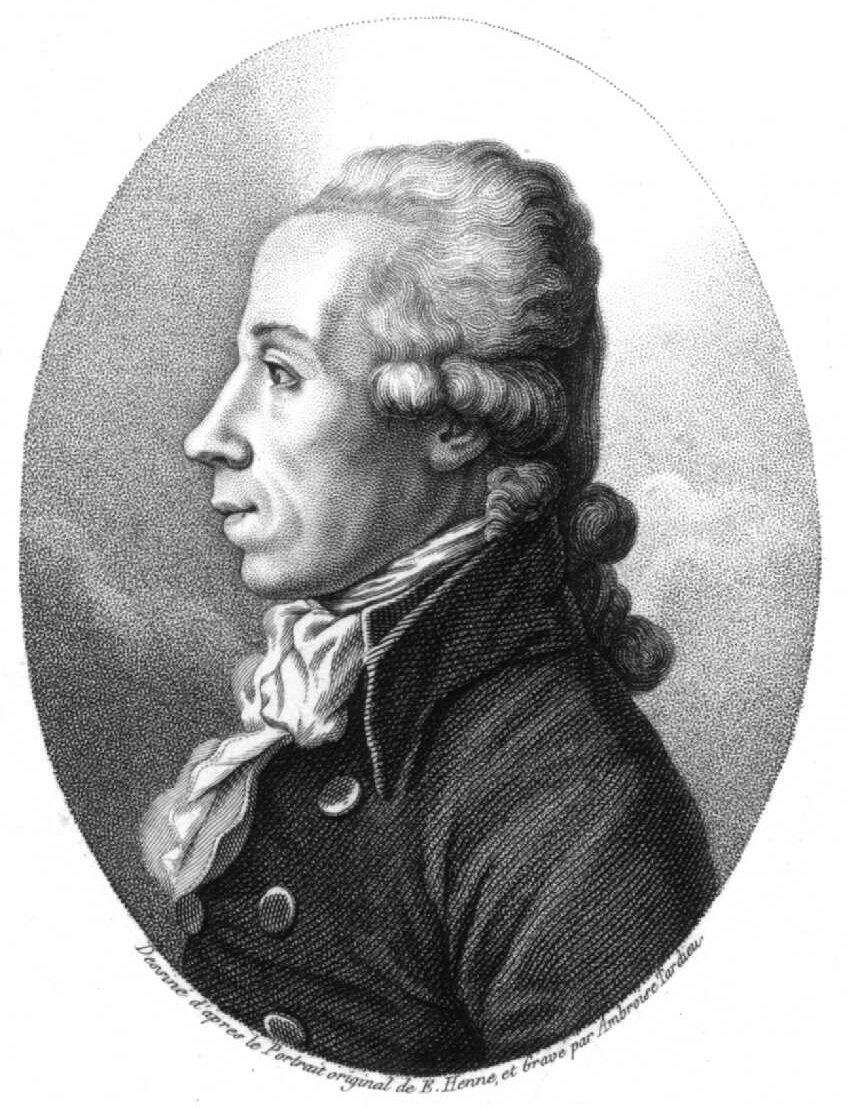
Klaproth nombró el nuevo elemento y atribuyó a von Reichenstein su descubrimiento

El telurio ([del [latín]] tellus, que significa "tierra") fue descubierto en el siglo XVIII en un mineral de oro de las minas en Kleinschlatten (hoy Zlatna), cerca de la actual ciudad de Alba Iulia, Rumania. Este mineral se conocía como "Faczebajer weißes blättriges Golderz" (mineral de oro blanco frondoso de Faczebaja, nombre alemán de la población Facebánya, ahora Fața Băii en Condado de Alba) o antimonalischer Goldkies (pirita de oro antimónico), y según Anton von Rupprecht, era Spießglaskönig (argent molybdique), que contenía antimonio nativo. En 1782 Franz-Joseph Müller von Reichenstein, que entonces era inspector jefe de minas de Austria en Transilvania, concluyó que el mineral no contenía antimonio sino que era sulfuro de bismuto. al año siguiente, informó que esto era erróneo y que el mineral contenía principalmente oro y un metal desconocido muy similar al antimonio. Después de una investigación exhaustiva que duró tres años e incluyó más de cincuenta pruebas, Müller determinó la densidad relativa del mineral y notó que cuando se calienta, el nuevo metal emite un humo blanco con un olor como a rábano; que imparte un color rojo al ácido sulfúrico; y que cuando esta disolución se diluye con agua, tiene un precipitado negro. Sin embargo, no pudo identificar este metal y le dio los nombres aurum paradoxum (oro paradójico) y metallum problematicum (metal problemático), porque no exhibía las propiedades predichas para el antimonio.

## Aplicaciones
El mayor consumidor de telurio es la metalurgia en hierro, acero inoxidable, cobre y aleaciones de plomo. La adición de acero y cobre produce una aleación más mecanizable. Se alea en hierro fundido para promover el enfriamiento para la espectroscopia, donde la presencia de grafito libre eléctricamente conductor tiende a interferir con los resultados de las pruebas de emisión de chispas. El telurio disminuye la acción corrosiva del ácido sulfúrico y mejora la resistencia y durabilidad de las aleaciones de plomo.

### Catálisis heterogénea
Los óxidos de telurio son componentes de catalizadores de oxidación comerciales. Los catalizadores que contienen Te se utilizan para la ruta de amoxidación a acrilonitrilo (CH2=CH–C≡N):
2 CH3−CH=CH2 + 2 NH3 + 3 O2 → 2 CH2=CH–C≡N + 6 H2O
Catalizadores relacionados se utilizan en la producción de tetrametileno glicol:
CH3CH2CH2CH3 + O2 → HOCH2CH2CH2CH2OH

### Nichos
- El caucho sintético vulcanizado con telurio muestra propiedades mecánicas y térmicas que, en cierto modo, son superiores a los materiales vulcanizados con azufre.[28][27]
- Los compuestos de telurio son pigmentos especializados para cerámicas.
- Los seleniuros y telururos aumentan en gran medida la refracción óptica del vidrio ampliamente utilizado en fibras ópticas de vidrio para telecomunicaciones.[29][30]
- Las mezclas de selenio y telurio se utilizan con peróxido de bario como oxidante en el polvo de retardo de los detonadores eléctricos.[31]
- El bombardeo de neutrones del telurio es la forma más común de producir yodo-131.[32] Éste, a su vez, se utiliza para tratar algunas afecciones del tiroides y como compuesto trazador en la fractura hidráulica, entre otras aplicaciones.

### Semiconductor y electrónico
Debido a su baja electronegatividad, el telurio forma una variedad de materiales con pequeñas brechas de banda, que son abordables por luz de longitud de onda relativamente larga.  Esta característica es la base de posibles aplicaciones en materiales fotoconductores, células solares y detectores de infrarrojos.  La principal preocupación que frena algunas aplicaciones es la modesta estabilidad de estos materiales y la preocupación por el impacto medioambiental.

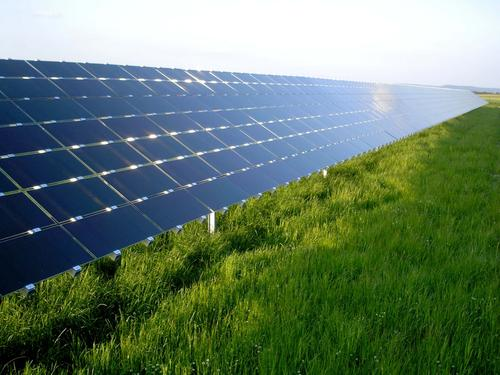
Un CdTe matriz fotovoltaica.

Los módulos fotovoltaicos de telururo de cadmio (CdTe) exhiben una de las mayores eficiencias para los generadores de energía eléctrica con células solares.
Se han demostrado detectores de rayos X basados en telururo de cadmio y zinc (Cd,Zn)Te.
El telururo de cadmio mercurio (HgCdTe) es un material semiconductor que es sensible a la radiación infrarroja.

### Compuestos de organotelurio
Los compuestos de organotelurio son principalmente de interés en el contexto de la investigación. Se han investigado varios tales como precursores de crecimiento epitaxial en fase vapor metalorgánica de compuestos semiconductores II-VI.  Estos compuestos precursores incluyen el telururo de dimetilo, el telururo de dietilo, el telururo de diisopropilo, el telururo de dialilo y el telururo de metilo-alilo. El telururo de diisopropilo (DIPTe) es el precursor preferido para el crecimiento a baja temperatura de CdHgTe por MOVPE. En estos procesos se utilizan los metalorgánicos de mayor pureza tanto del selenio como del telurio. Los compuestos para la industria de los semiconductores y se preparan por purificación de aductos.
El subóxido de telurio se utiliza en la capa de soporte de los discos ópticos regrabables, incluidos los Discos compactos regrabables (CD-RW), los discos de vídeo digital regrabables (DVD-RW) y los discos Blu-ray regrabables.
El dióxido de telurio se utiliza para crear moduladores acústico-ópticos (AOTFs y AOBSs) para la microscopía confocal.
El telurio se utiliza en los chips de memoria por cambio de fase desarrollados por Intel. El telururo de bismuto (Bi2Te3) y el telururo de plomo forman parte de los elementos operativos de los dispositivos termoeléctricos. El telururo de plomo parece tener interesantes propiedades para ser usado en detectores infrarrojos.

### Fotocátodos
El telurio se utiliza en varios fotocátodos uan tubos fotomultiplicadores ciegos solares y para fotoinyectores para alto brillo que forman parte de los aceleradores modernos.  El fotocátodo Cs-Te, que predominantemente es Cs2Te, posee un umbral de fotoemisión de 3.5 eV y exhibe la inusual combinación de una alta eficiencia cuántica (>10%) y una alta durabilidad en entornos de pobre vacío (llegando a durar meses en cañones de electrones de RF). Esto lo ha convertido en la elección para los cañones de electrones de fotoemisión utilizados en la conducción de láseres de electrones libres. En esta aplicación, se suele accionar a la longitud de onda 267 nm, que es el tercer armónico de los láseres de Ti-zafiro de uso común.  Se han cultivado más fotocátodos que contienen Te utilizando otros metales alcalinos como el rubidio, el potasio y el sodio, pero no han encontrado la misma popularidad que ha tenido el Cs-Te.

### Material termoeléctrico
El propio telurio se puede utilizar como material termoeléctrico elemental de alto rendimiento. Una Te trigonal con el grupo espacial de P3121 puede transferirse a una fase aislante topológica, que es adecuada para material termoeléctrico. Aunque a menudo no se considera solo como un material termoeléctrico, el telurio policristalino muestra un gran rendimiento termoeléctrico con una cifra termoeléctrica de mérito, zT, tan alta como 1.0, que es incluso más alta que algunos otros materiales TE convencionales como SiGe y BiSb.